# Alexander Michlmayr
Alexander Michlmayr (* 11. April 2003 in Steyr) ist ein österreichischer Fußballspieler.

## Karriere

### Verein
Michlmayr begann seine Karriere beim ATSV Neuzeug. Zur Saison 2017/18 wechselte er in die AKA Linz, in der er fortan sämtliche Altersstufen durchlief. Im Juni 2020 debütierte er für seinen Stammklub FC Juniors OÖ in der 2. Liga, als er am 20. Spieltag der Saison 2019/20 gegen den FC Wacker Innsbruck in der Startelf stand. In jenem Spiel, das die Oberösterreicher mit 2:1 gewannen, erzielte Michlmayr den Treffer zum Endstand.
Im Februar 2022 erhielt Michlmayr einen Profivertrag beim LASK. Im April 2022 stand er dann gegen den SCR Altach auch erstmals im Bundesligakader. Im selben Monat gab er dann gegen die WSG Tirol sein Debüt in der Bundesliga.

### Nationalmannschaft
Michlmayr spielte im September 2018 erstmals für eine österreichische Jugendnationalauswahl. Im September 2019 debütierte er gegen die Schweiz für die U-17-Mannschaft. Im Juni 2021 gab er gegen Italien sein Debüt für die U-18-Auswahl.